# Guo Tianqian
Guo Tianqian (chiń. 郭甜茜; ur. 1 czerwca 1995) – chińska lekkoatletka specjalizująca się w pchnięciu kulą. 
W 2011 została mistrzynią świata juniorek młodszych, a trzy lata później zdobyła złoty medal mistrzostw świata juniorów w Eugene. Brązowa medalistka igrzysk azjatyckich w Incheon (2014). Złota medalistka mistrzostw Azji z 2015 oraz srebrna z 2017.
Rekord życiowy: 18,59 (7 czerwca 2015, Wuhan).

## Osiągnięcia
| Rok  | Impreza                               | Miejsce         | Pozycja           | Wynik |
| ---- | ------------------------------------- | --------------- | ----------------- | ----- |
| 2011 | Mistrzostwa świata juniorów młodszych | Lille Metropole | 1. miejsce        | 15,24 |
| 2014 | Mistrzostwa świata juniorów           | Eugene          | 1. miejsce        | 17,71 |
| 2014 | Igrzyska azjatyckie                   | Incheon         | 3. miejsce        | 17,52 |
| 2015 | Mistrzostwa Azji                      | Wuhan           | 1. miejsce        | 18,59 |
| 2015 | Mistrzostwa świata                    | Pekin           | el. – 16. miejsce | 17,10 |
| 2016 | Halowe mistrzostwa Azji               | Doha            | 2. miejsce        | 17,44 |
| 2017 | Mistrzostwa Azji                      | Bhubaneswar     | 2. miejsce        | 17,91 |